# بی‌عیب (فیلم ۱۹۹۹)
بی‌عیب (به انگلیسی: Flawless) فیلمی محصول سال ۱۹۹۹ به کارگردانی جوئل شوماخر است. در این فیلم بازیگرانی همچون رابرت دنیرو، فیلیپ سیمور هافمن، بری میلر، کریس باوئر، ویلسون جرمین اردیا، دافنه رابین-وگا، روری کاکرین، جود سیکوللا، ویکتور راسوک و لوئیس ساگوآر ایفای نقش کرده‌اند.

## خلاصه داستان
یک نگهبان بازنشسته به نام «والت کونتس» (دنیرو) سکته می‌کند. پزشکان به او تجویز می‌کنند پس از خروج از بیمارستان به حرکات و تمرین‌های بدنی بپردازد و هم چنین برای بازیافتن قدرت تکلم، درس آواز بگیرد. از سر اتفاق یک معلم آواز در همسایگی اش زندگی می‌کند، اما او کشف می‌کند این معلم آواز، «راستی» (هافمن) یک مرد زن نماست…